# トロ・ブレイス

トロ・ブレイスのロゴ

トロ・ブレイス （ブルトン語: Tro Breizh、フランス語: tour de Bretagne）とは、フランス、ブルターニュ地方で行われるカトリック教会の巡礼行事。ブルトン語で『ブルターニュを一周する』という意味である。ブルターニュ七聖人（en:seven founding saints of Brittanyにちなんで七都市を巡るものである。これらの聖人たちはローマ帝国以後のブリテン島からやってきたケルト人聖職者で、5世紀から6世紀にかけてアルモリカへキリスト教を伝え、ブルターニュ最初の司教座を創設した。
初期の巡礼は最長一ヶ月で600kmの距離を歩いたが、1994年にトロ・ブレイス道が整備されてからは巡礼が毎年1週間の旅程に短縮された。

## 巡礼地
- カンペール　- 　カンペールのコランタン（en:Corentin of Quimper）
- サン・ポル・ド・レオン　-　聖ポル（en:Pol Aurelian）の地
- トレギエ（en:Tréguier）　-　聖テュグデュアルen:Saint Tudwalの地
- サン＝ブリユー　-　聖ブリオックの地
- サン・マロ　-　聖マロの地
- ドル・ド・ブルターニュ（en:Dol-de-Bretagne）　-　ドルの聖サムソン（en:Samson of Dol）の地
- ヴァンヌ　-　聖パトルンの地

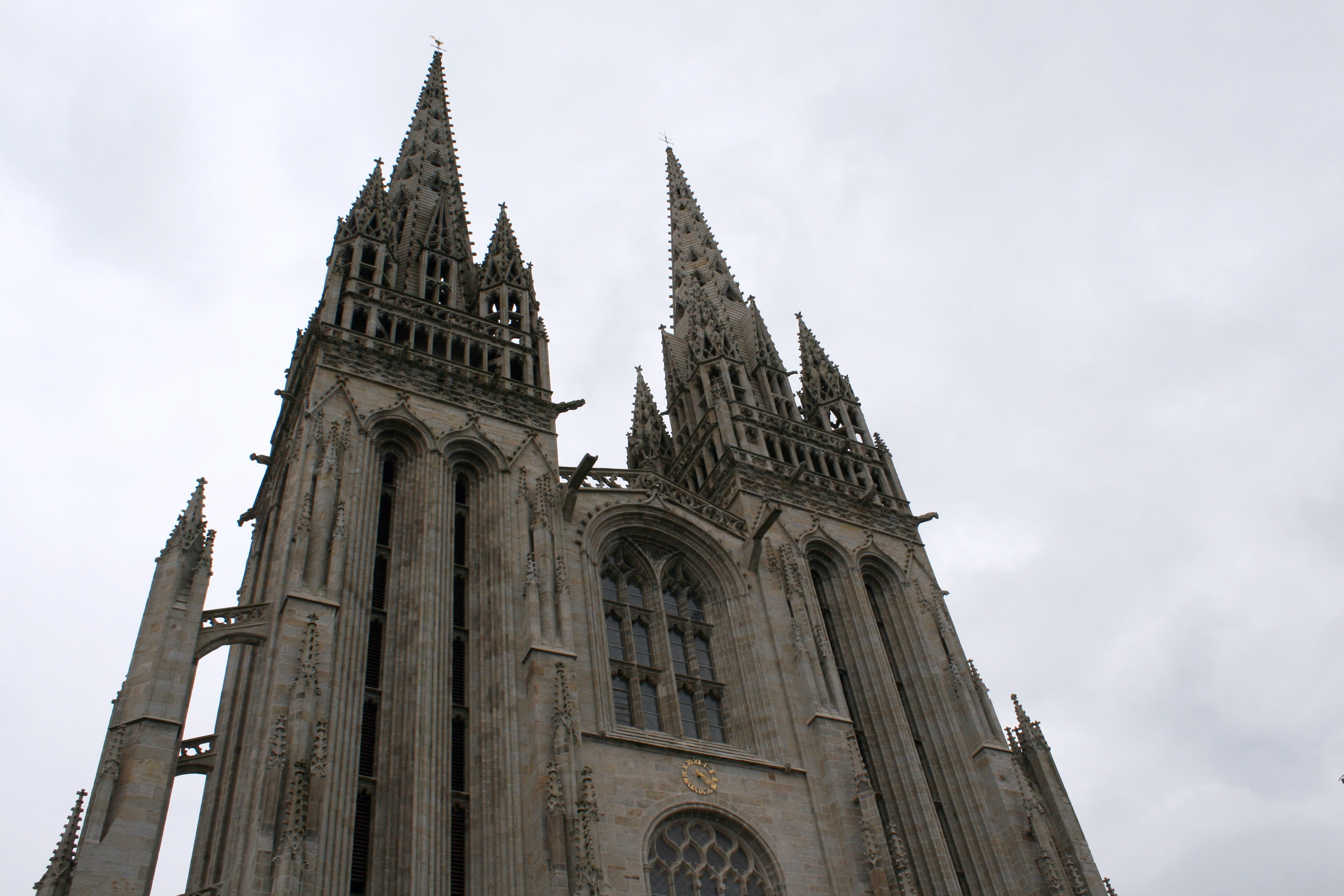
カンペール聖堂
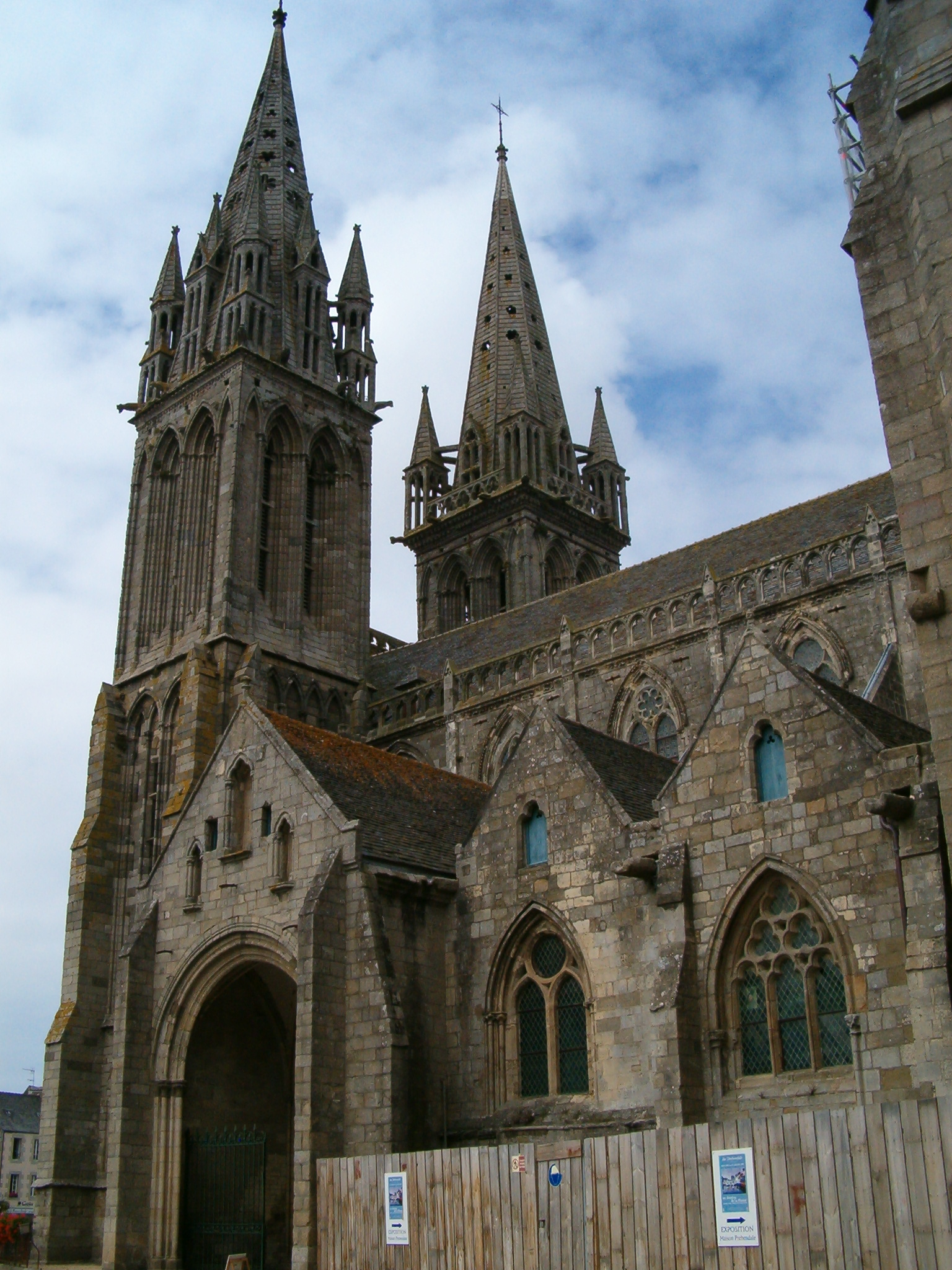
サン＝ポル＝オーレリアン聖堂
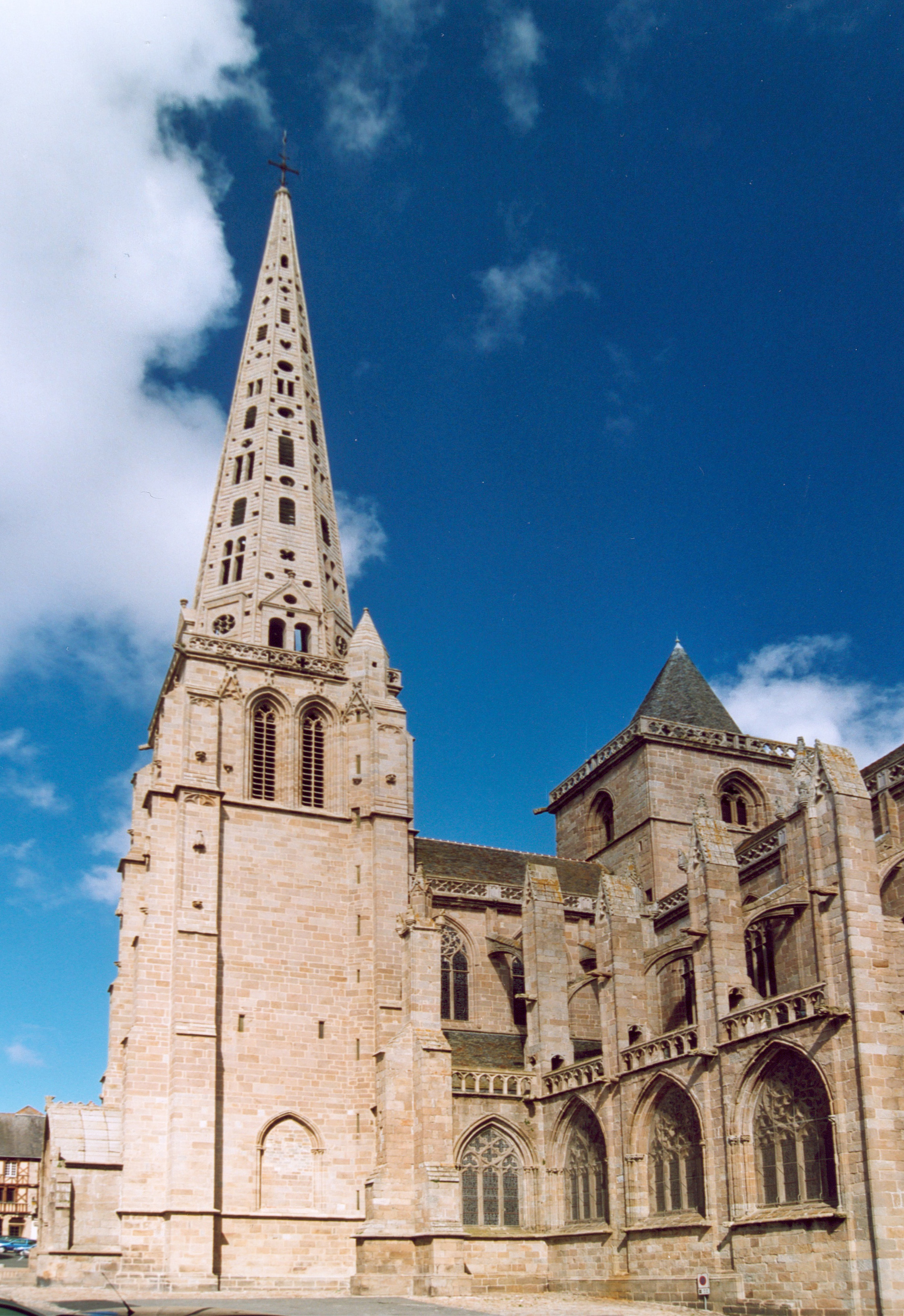
トレギエのサン・テュグデュアル聖堂
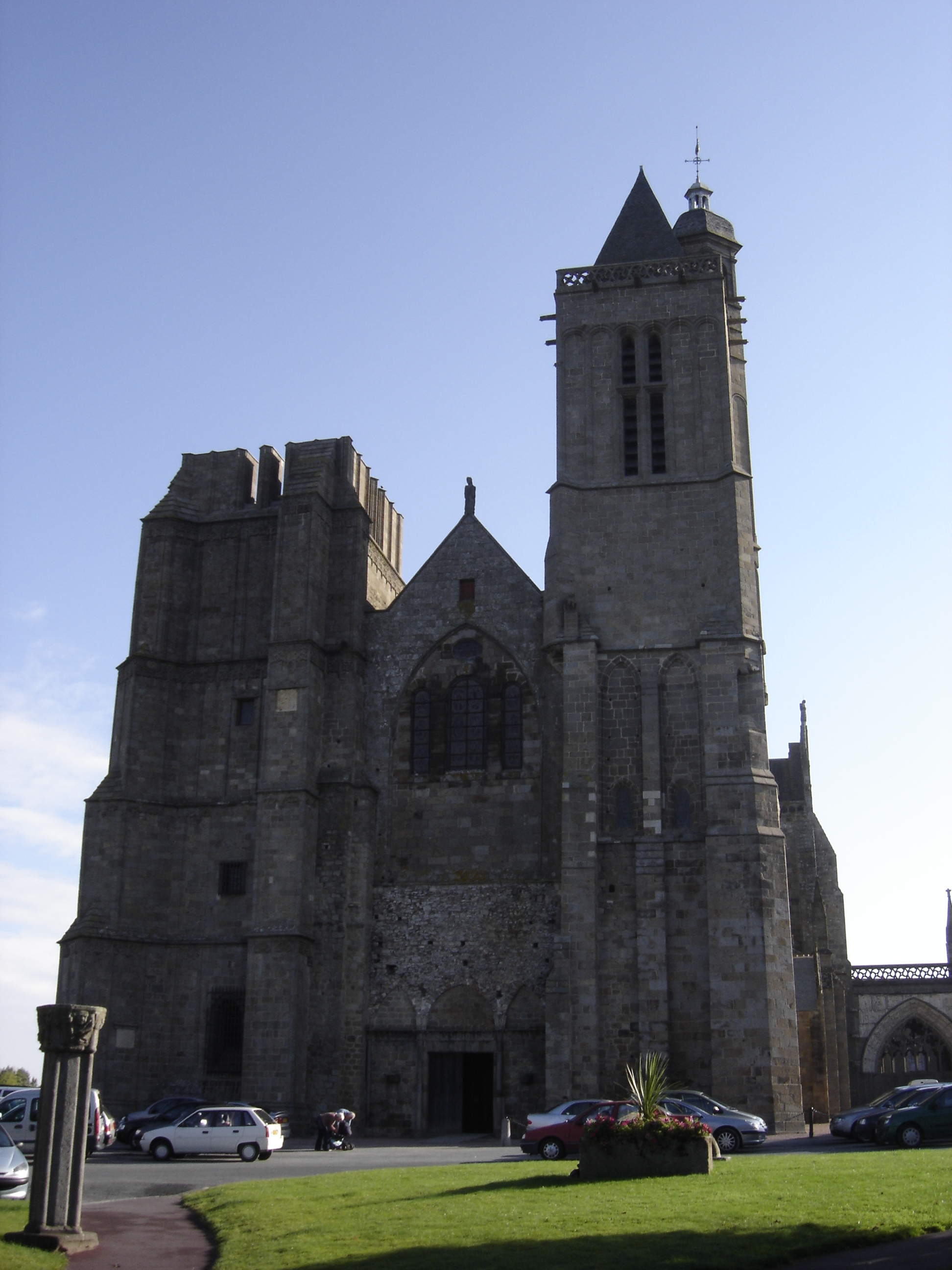
ドルの聖堂

古いブルトンの言い伝えによると、生きている間にトロ・ブレイスを達成できなかった者は死後に達成を科せられ、7年ごとに棺の中にいながらにして歩いて巡礼をしなければならないと言われている。
2002年、7年越しの巡礼を達成させた者は、多くの聖人たちの出身地ウェールズへ渡って巡礼を続けた。